# Anabate à bec crochu
Ancistrops strigilatus
Genre
Espèce
Statut de conservation UICN

 LC  : Préoccupation mineure
L'Anabate à bec crochu (Ancistrops strigilatus) est une espèce de passereaux de la famille des Furnariidae. C'est la seule espèce du genre Ancistrops. Elle est monotypique.
On le trouve en Amazonie où il fréquente les forêts humides des plaines tropicales ou subtropicales.

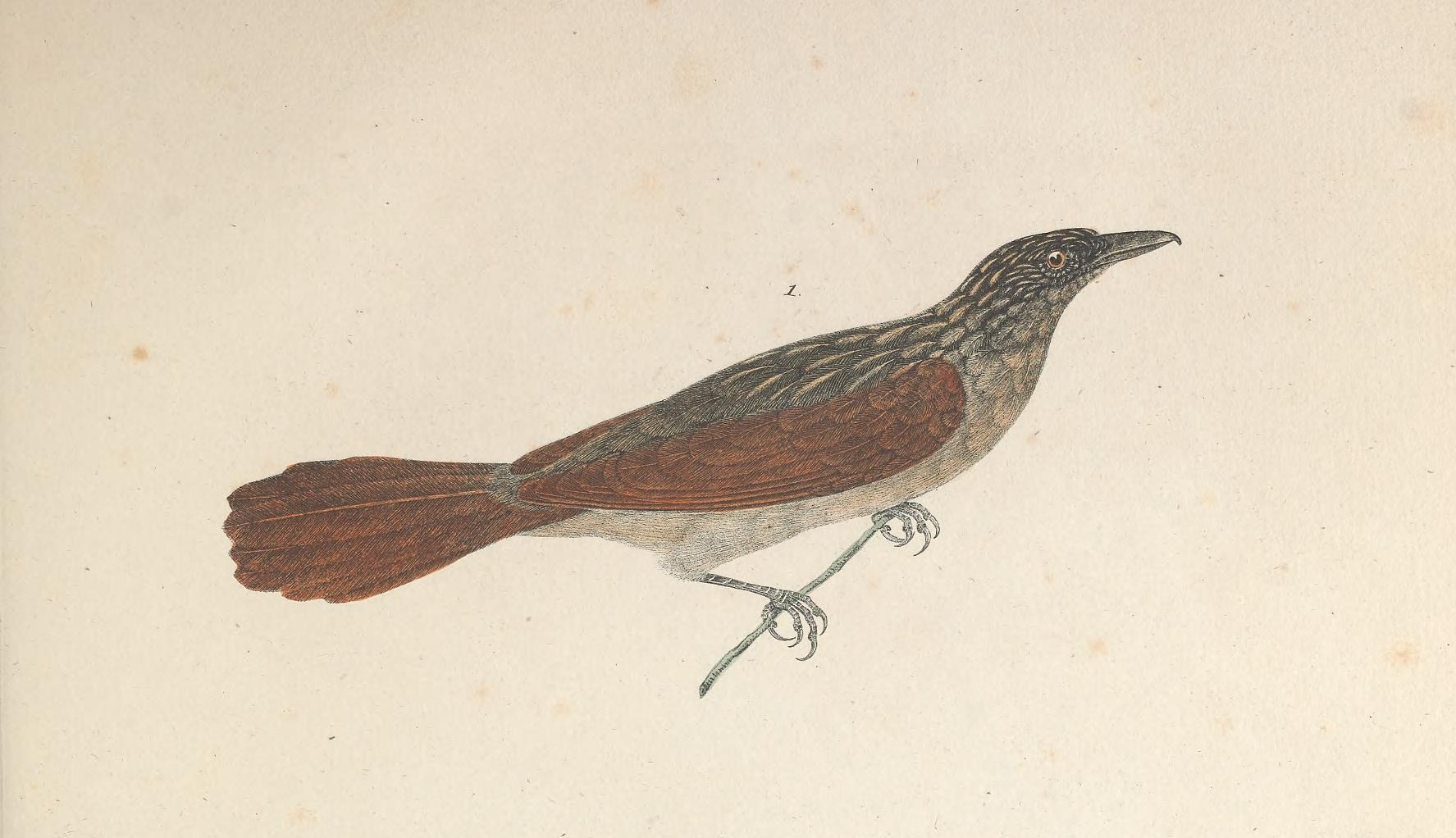
Un anabate à bec crochu (ill. de 1824-1825).